# 下士官 (ドイツ軍)
下士官（かしかん、ドイツ語: Unteroffiziere、英語: Non-commissioned officers, Petty officers 略して英語: NCO）は、軍隊の階級区分の一つ。士官（ドイツ語: Offiziere、英語: Commissioned officers)の下、兵（ドイツ語: Mannschaften、英語: Enlisted, Private）の上に位置する。Unteroffizierという単語には下士官全体を示す場合と、下記のように特定の階級を示す場合とがあるため、翻訳する際には注意を要する。

## 概説
下士官は、第二次大戦までは4から5階級、現在は7階級あるが、ドイツ軍での代表的な下士官の階級名称は「Feldwebel」 (陸、空) および「Bootsmann」 (海) である。
第二次大戦以前（またはNATO体制以前）は、「曹長」である。英語の対訳が「SergeantまたはStaff Sergeant」とされていることから、一般に「軍曹」と訳されているが、時代によって「准士官」や「曹長」と訳し分ける必要がある。
現在、FeldwebelはNATOのOR6に位置付けられている。

### Feldwebel
ドイツ陸軍及び空軍で下士官の上位クラスに用いられてきた。「Feldwebel」は、Feld+Webelで構成された造語で、英語ではField+Usherである。直訳すると陸軍監督となる。野戦における戦列 (line) の伝達役であり、管理者であった。
古くプロシャ時代から使われていたもので、複数ある下士官の階級の上位職の名称に用いられてきた。Feldwebelを下士官の用語に用いている国は、ドイツ連邦の他に、スイス連邦、ブルガリア、ロシア、スウェーデン王国、フィンランド王国などがある。
帝政時代、将校は原則として少数の貴族で構成されており、戦時に急増する予備軍については、予備役将校のほかに、指揮官代理を上級の下士官に勤務させて不足を補っていた。WW1 (第一次世界大戦) 以前、WW2以前、NATO体制の3段階で、下士官の階級制度、役割は大きく変更されている。そのため、時代によって同じ「Feldwebel」であっても、小隊長を勤務する実質の准士官から、Staff sergeant（NATOのOR6の上級軍曹)まで、取り扱いと地位が大きく変遷している。

### Bootsmann
海軍では、Bootsmannが充てられている。英語のboatswainに由来する。
boatswainは帆船時代海軍の下士官兵の取締役で准士官の一つである。

### Unteroffizier mit Portepee
下士官の階級のうち、上級クラスに対する呼称である。
Portepeeは、軍刀の握りに付ける刀緒の一種で、抜刀した際に刀緒を手首にかけて、軍刀を取り落とすことを予防するのが本来の用途である。Unteroffizier mit Portepeeは「刀緒を持つ下士官」という意味になるが、ドイツでは古くから上級の下士官に小隊長など下級将校の代理を勤務させる制度が存在し、こうした下士官は将校勤務を行う間には指揮刀を帯びた。そのため、将校勤務資格を有する上級下士官を、指揮刀の刀緒を付ける者、すなわち帯刀する下士官という意味でUnteroffizier mit Portepeeと呼んだ。その後、帯刀の有無にかかわらず、上級の下士官グループに対して使う用語に変わった。これに対して、指揮刀を持つことが無い中級以下の下士官はUnteroffizier ohne Portepee、「刀緒の無い下士官」と称された。

### 伍長の誤訳
Gefreiter（上等兵）が伍長と誤訳されてきた点について。
ドイツでは戦時体制で下士官が小隊指揮官になると同時に、適任の兵を戦時に欠員のある期間、分隊長勤務させる兵分隊長制度があった。対象となる兵はGefreiterと呼ばれる上級兵で、「上等兵」と訳される。1950年代まで米英の多くの国では兵の階級が細分化されておらず、Gefreiterに該当する職務を持つ兵の階級が存在しないことから、伍長代理または下級伍長を示すLance corporal（L-Cpl)が当てられ、しばしば、Corporal (伍長または騎兵軍曹と訳される) と略されたために伍長という誤訳が生じた。現在はPFC (Prvate 1st class)とLance corporal（L-Cpl) が充てられている。なお、フランス陸軍には、兵長（caporal）が存在し、しばしば伍長と訳されるが、下士官ではない。また、旧日本軍に存在した伍長勤務上等兵は、平時に下士官勤務を行い戦時には欠員に応じて伍長に昇任するもので、この点は平時は兵隊で戦時にのみ下士官勤務したGefreiterとは別の存在である。

## 帝政ドイツ時代
Feldwebelは、19世紀初頭にはドイツ陸軍内で広く階級として定着していた。
1918年までは、下士官グループの最上位に位置し、中隊付上級曹長 (CSM：米国のCompany Sergeant Major) に該当する職務を担当した。
| 階級名（訳）              | 役割、内容                                                                        | 他国の該当階級                |
| ------------------------- | --------------------------------------------------------------------------------- | ----------------------------- |
| Feldwebel (曹長)          | 小隊長代理となる資格を有する。 平時は中隊付上級下士官 Unteroffiziere mit Portepee | Sergeant Major (上級曹長)     |
| Vizefeldwebel (准曹長)    | 上級下士官 Unteroffiziere mit Portepee                                            | Master Sergeant (曹長)        |
| Sergeant (上級軍曹)       | 小隊下士官                                                                        | Platoon Sergeant (上級軍曹)   |
| Unteroffizier (軍曹/伍長) | 分隊長                                                                            | Sergeant/Corporal (軍曹/伍長) |

- 1877年より[4]Feldwebel-Leutnantが設けられ、年功ある下士官からの昇任が可能となった。予備役少尉相当の階級で、将校 (Commissioned Officer)であったが、正規少尉の下位と位置付けられていた。
- 1887年より新たに准士官としてOffiziersstellvertreter (Deputy Officer) が設けられた。

## WW1〜WW2（Reichswehr and Wehrmacht)
第一次大戦 (WW1 〜1918年)後の共和制およびナチスドイツにおいて、それぞれ軍制度は大きく再編成された。再軍備には大きな制約 が置かれており、少ない将校枠で高い指揮能力を維持するため、上級下士官は小隊指揮官職（臨時に小隊長となる）に位置づけられ、階級が増えて上級下士官グループが強化される方向で再編成された。Feldwebelの上位にOberfelwebel、さらにその上位にStabsfeldwebelを設けた。ただし、Stabsfeldwebelは、名誉職であって実質の最上位下士官はOberfeldwebelであった。
また、従来のFeldwebelが行っていたCompany Sergeant Majorの役割は、Hauptfeldwebelに移行したが、こちらは階級ではなくOberfeldwebelの先任者より必要があれば任命する役職となった。
Feldwebelは、小隊指揮官職 (platoon leader) として位置付けられ、前述の通り3階級に細分化するとともにVizefeldwebelは廃止された。実質的には、Vizefeldwebelが新たなFeldwebelに、従来のFeldwebelは新たなOberfeldwebelに役割を移行した。
下級下士官グループのSergeantは1921年にUnterfeldwebelと改称した。また、准士官Offiziersstellvertreterは士官候補生を除き廃止された。
中隊における上級下士官は、米英では2〜3名であるが、ドイツ軍では2〜7名存在した。逆に正規将校は中隊長と第1小隊長 (副中隊長を兼務)のみの編成もあり、Oberfeldwebelは、第2、第3小隊長、中隊段列小隊長、補給小隊長、中隊本部指揮班長などに就き、Feldwebelはその補佐役や中隊本部の幹事に就いた。
海軍でも同様である。全体的に将校は少なく、小型艦艇では、米英では将校を以って配置する機関士や航海士にもOberbootsmannが配置されている。
米英では、曹長など上級下士官は中隊の人事や経理主任や事務管理を統括する役職についても小隊長になる資格はなかったのに対し、Feldwebel (Bootsmann) 以上の上級下士官グループは、初めから小隊長など初級将校の代理を果たす階級として制度化されており、この点で米英の軍隊にない独特の管理者層を形成した。
階級は国による扱いが異なるため厳密には対応しないが表にまとめると以下である。
- WW2 陸軍[8]

| 階級名 (訳)                        | 役割、内容           | 米軍の該当階級                | 英軍の該当階級                         |
| ---------------------------------- | -------------------- | ----------------------------- | -------------------------------------- |
| Stabfeldwebel (特務曹長)           | 25年以上勤続の名誉職 | 1st Sergeant (司令部付曹長)   | Regimental Sergeant Major (連隊付曹長) |
| Oberfeldwebel (上級曹長) ＊）      | 小隊長               | Master Sergeant (曹長) ＊＊） | Sergeant Major (上級曹長) ＊＊）       |
| Feldwebel (曹長)                   | 小隊長代理 中隊幹事  | Technical Sergeant (下級曹長) | Color Sergeant (曹長)                  |
| Unterfeldwebel (下級曹長/上級軍曹) | 中隊幹事 分隊長      | Staff Sergeant (上級軍曹)     | Sergeant (軍曹)                        |
| Unteroffizier (軍曹/伍長)          | 分隊長               | Sergeant/Corporal (軍曹/伍長) | Corporal (伍長)                        |

＊）Hauptfeldwebel は、役職。OberfeldwebelまたはFeldwebelより適宜任命
＊＊）小隊長などになる資格はない
- WW2 海軍[10]

| 階級名 (訳)                  | 役割、内容                            | 米軍の該当階級                            | 英軍の該当階級                            |
| ---------------------------- | ------------------------------------- | ----------------------------------------- | ----------------------------------------- |
| Stabsbootsmann (兵曹長)      | 初級士官配置 (Oberbootsmann12年以上 ) | Warrant officer (兵曹長) 掌長             | Fleet Cheif Petty officer (兵曹長) 掌長   |
| Oberbootsmann (先任上等兵曹) | 初級士官配置 掌長                     | Chief Petty Officer (上等兵曹) 先任下士官 | Chief Petty Officer (上等兵曹) 先任下士官 |
| Bootsmann (上等兵曹)         | 先任下士官                            | Petty Officer 1st (一等兵曹)              | Petty Officer (兵曹)                      |
| Obermaat (先任兵曹)          | 下士官                                | Petty Officer 2nd (二等兵曹)              | ランクなし                                |
| Maat (兵曹)                  | 下士官                                | Petty Officer 3rd (三等兵曹)              | Leading Rate (兵長)                       |

## 現在 (Bundeswehr)
WW2後、再編成されたドイツ連邦軍では、NATOの各国と同様にNATO-rankに合わせる方向で階級制度が作られてきた。従来のFeldwebelが果たしていた小隊長、小隊長代理の役割はOberfeldwebelの上位に新たに設けられた階級群 (OR7:Hauptfeldwebel  OR8:Stabsfeldwebel OR9:Oberstabsfeldwebel ) に引き継がれ、FeldwebelおよびOberfeldwebelはOR6に位置付けられた。これに伴い、英訳の Staff Sergeant とほぼ同等となった。ただし、過去の経緯もあり、ドイツ軍内ではFeldwebel以上を上級下士官 Unteroffizier mit Portepee に分類している。

## ・引用
- 1）en:Feldwebel
Feldwebelに関する歴史的な背景と内容を簡素に紹介している。本稿はこの記事を大部分参照している。
- 2）en:Ranks_and_insignia_of_NATO_armies_enlisted
現在のNATO体制における各国の階級および比較（格付け）表である。NATO体制以前と格付けが異なるため、時代に合わせる必要がある。
例えば、US−Armyの1st-Sergeantは、WW1以前は存在せず、1942に1st−SergeantはCompany Quartermaster、Company Sergeant Majorなどを統合して
Technical Sergeantとなり、Master Sergeant の上位に新たに1st-Sergeantが設けられた。ＷＷ2以降もさらに幾つかの変遷を経ている。
FeldwebelをWW2当時の米軍のTechnical Sergeant（ただし、Feldwebelと異なり小隊長勤務を行うことはできない）に対応させることは間違いではないが、
StaffSergeantとするのは誤訳である。
- 3）de:Portepee
Portepeeに関する説明はほかにも下記で。
en:Unteroffiziere_mit_Portepee
- 4）en:Rank_insignia_of_the_German_Bundeswehr
現在のNATO体制における連邦軍の階級制度を紹介している。
Hauptfeldwebelは、現在は階級であるが、国防軍時代 (WW2以前) では役職であった。
- 5）de:Unteroffizier
- 6）en:Ranks_and_insignia_of_the_Heer_(1935–1945)
ドイツ軍の各階級に関して詳しく掲載している。

## 参照
1. ↑  Feldwebel#Reichswehr_and_Wehrmacht
2. ↑  en:Feldwebel#Reichswehr_and_Wehrmacht
3. ↑  The Jack Aubrey  by devid miller p67~
4. ↑  en:Feldwebel#19th century and German Kaiserreich
5. ↑  en:Reichswehr
6. ↑  en:Wehrmacht
7. ↑  http://maisov.if.tv/r/index.php?hensei01
8. ↑  en:Ranks_and_insignia_of_the_Heer_(1935–1945) Non-commissioned officers (Unteroffiziere)の項目参照
9. 1 2  1942~ en:United_States_Army_enlisted_rank_insignia_of_World_War_II
10. ↑  en:Kriegsmarine#Dienstgrade_und_Rangabzeichen  Seamen and Petty Officers参照
11. ↑  https://web.archive.org/web/20040729064156/http://www.geocities.jp/mor25/tokumu.htm